# 緑の同盟
緑の同盟（みどりのどうめい、フィンランド語:Vihreä liitto、スウェーデン語:Gröna Förbundet）は、フィンランドの環境政党。現在の党首はソフィア・ヴィルタ。

## 歴史
1987年2月28日に結党し翌年に政党として登録される。政治活動自体は1980年代初頭から既に始まっており、環境運動家やフェミニスト、その他の活動家グループが国内の環境問題に関するキャンペーンを繰り広げていた。1995年にはヨーロッパの環境政党としては初めて国政与党となった。
党は政治運動の中から生まれた経緯から今もなお「連合体」を維持している。当初はロベルト・ミヒェルスの寡頭制の鉄則を理由に、一旦型に嵌った組織を創れば少数独裁に陥るとして、政党の設立には活動家の間からも少なからぬ抵抗があった。このため、党としても開放的かつ民主的な意思決定を心掛けている。党設立前の1983年の選挙で2名の当選者（エドゥスクンタでは初の無所属議員でもある）を出したのを皮切りに、1987年には4名に、1991年には10名へと議席を増やし続けた。
1995年の選挙では200議席のうち9議席を得て、社会民主党を中心とする連立政権に与党入りするとともに、ペッカ・ハーヴィストが環境及び開発援助大臣に就任する。1999年の選挙で11議席に増え、引き続き連立内閣に留まったものの、原子力発電所の新設が閣議決定されたのを受け、2002年3月26日に与党を離脱した。また、フィンランドには13議席が割り当てられている2009年の欧州議会議員選挙では、サトゥ・ハッシとヘイディ・ハウタラの2名が当選した。
2007年4月には4党から構成される連立与党に復帰しており、2名が大臣を輩出した。その後の内閣でも連立与党に留まっていたが、2014年にストゥブ内閣の原子力政策に対する反発から連立与党を外れた。
2019年にリンネ内閣で連立与党に復帰し、3名の大臣を輩出した。後継のマリン内閣でも引き続き連立与党となった。
地方レベルでは大都市を中心に強い影響力を誇る。2000年に行われた地方議会選挙では、ヘルシンキで2割以上もの得票率を得て市議会第2党に躍り出たほか、議会第3党となる市もあった。一方、農村部とりわけ出稼ぎ労働者を抱える自治体では弱い。

## イデオロギー
標準的な党員は自党を左翼同盟と社会民主党との中間に位置付けているとされる。

## 歴代党首
党首は党大会で選ばれ、1期2年で最大で3期6年とされる。2018年にはトウコ・アールトが心身の不調のため辞任を表明し、臨時の党首選挙が行われてペッカ・ハーヴィストが党首に選ばれた。ハーヴィストは2019年の党首選には立候補せず、マリア・オヒサロが新党首となった。
- カッレ・コンッコラ（英語版）（Kalle Könkkölä）（1987）
- ヘイディ・ハウタラ（英語版）（Heidi Hautala）（1987–1991）
- ペッカ・サウリ（英語版）（Pekka Sauri）（1991–1993）
- ペッカ・ハーヴィスト（英語版）（Pekka Haavisto）（1993–1995）
- トゥイヤ・ブラックス（英語版）（Tuija Brax）（1995–1997）
- サトゥ・ハッシ（Satu Hassi）（1997–2001）
- オスモ・ソイニンヴァーラ（英語版）（Osmo Soininvaara）（2001–2005）
- タルヤ・クロンベルグ（英語版）（Tarja Cronberg）（2005–2009）
- アンニ・シンネマキ（英語版）（Anni Sinnemäki）（2009–2011）
- ヴィッレ・ニーニスト（Ville Niinistö）（2011–2017）
- トウコ・アールト（英語版）（Touko Aalto）（2017–2018）
- ペッカ・ハーヴィスト（英語版）（Pekka Haavisto）（2018–2019）
- マリア・オヒサロ（英語版）（Maria Ohisalo）（2019–2023）
- ソフィア・ヴィルタ（英語版）（Sofia Virta）（2023-）